# Dimemorfan
Dimemorfan (INN) (hoặc dimemorphan) (tên thương hiệu Astomin, Dastosirr, Tusben), hoặc dimemorfan phosphate (JAN), còn được gọi là 3,17-dimethylmorphinan, là một loại thuốc chống ho (ho) được sử dụng rộng rãi trong họ morphinan. Nhật Bản và cũng được bán ở Tây Ban Nha và Ý. Nó được phát triển bởi Yamanouchi Pharmaceuticals (nay là Astellas Pharma) và được giới thiệu tại Nhật Bản vào năm 1975. Dimemorfan là một chất tương tự của dextromethorphan (DXM) và chất chuyển hóa hoạt động của nó dextrorphan (DXO), và tương tự như chúng, hoạt động như một chất chủ vận mạnh của thụ thể σ1 (K i = 151 nM). Tuy nhiên, không giống như DXM và DXO, nó không hoạt động đáng kể như một chất đối vận thụ thể NMDA (K i = 16.978   nM), và vì lý do này, thiếu tác dụng phân ly, do đó có tác dụng phụ giảm và khả năng lạm dụng so sánh. Tương tự như DXM và DXO, dimemorfan chỉ có ái lực tương đối thấp đối với thụ thể σ2 (K i = 4,421   nM).